# Lipie (województwo kujawsko-pomorskie)
Lipie – osada w Polsce położona w województwie kujawsko-pomorskim, w powiecie inowrocławskim, w gminie Gniewkowo.

## Podział administracyjny
W latach 1975–1998 miejscowość administracyjnie należała do województwa bydgoskiego.

## Demografia
Według Narodowego Spisu Powszechnego (III 2011 r.) wieś liczyła 470 mieszkańców. Jest czwartą co do wielkości miejscowością gminy Gniewkowo.

## Historia
Na podstawie dekretu PKWN z 31 sierpnia 1944 zostały utworzone miejsca odosobnienia, więzienia i ośrodki pracy przymusowej dla „hitlerowskich zbrodniarzy oraz zdrajców narodu polskiego”. Obóz pracy nr 127 Ministerstwo Bezpieczeństwa Publicznego utworzyło w Lipiu.

## Zabytki
Według rejestru zabytków NID na listę zabytków wpisany jest zespół dworski, nr rej.: 109/A z 26.04.1984:
- wieża (pozostałość dworu), poł. XIX w.
- park, 2 poł. XIX w.
- zabudowania gospodarcze
- dom zarządcy, XIX/XX w.
- dom ogrodnika, XIX/XX w.